# Evoplosoma scorpio
Evoplosoma scorpio is een zeester uit de familie Goniasteridae.
De wetenschappelijke naam van de soort werd in 1981 gepubliceerd door Maureen Downey.